# Weitbrecht (Unternehmerfamilie)

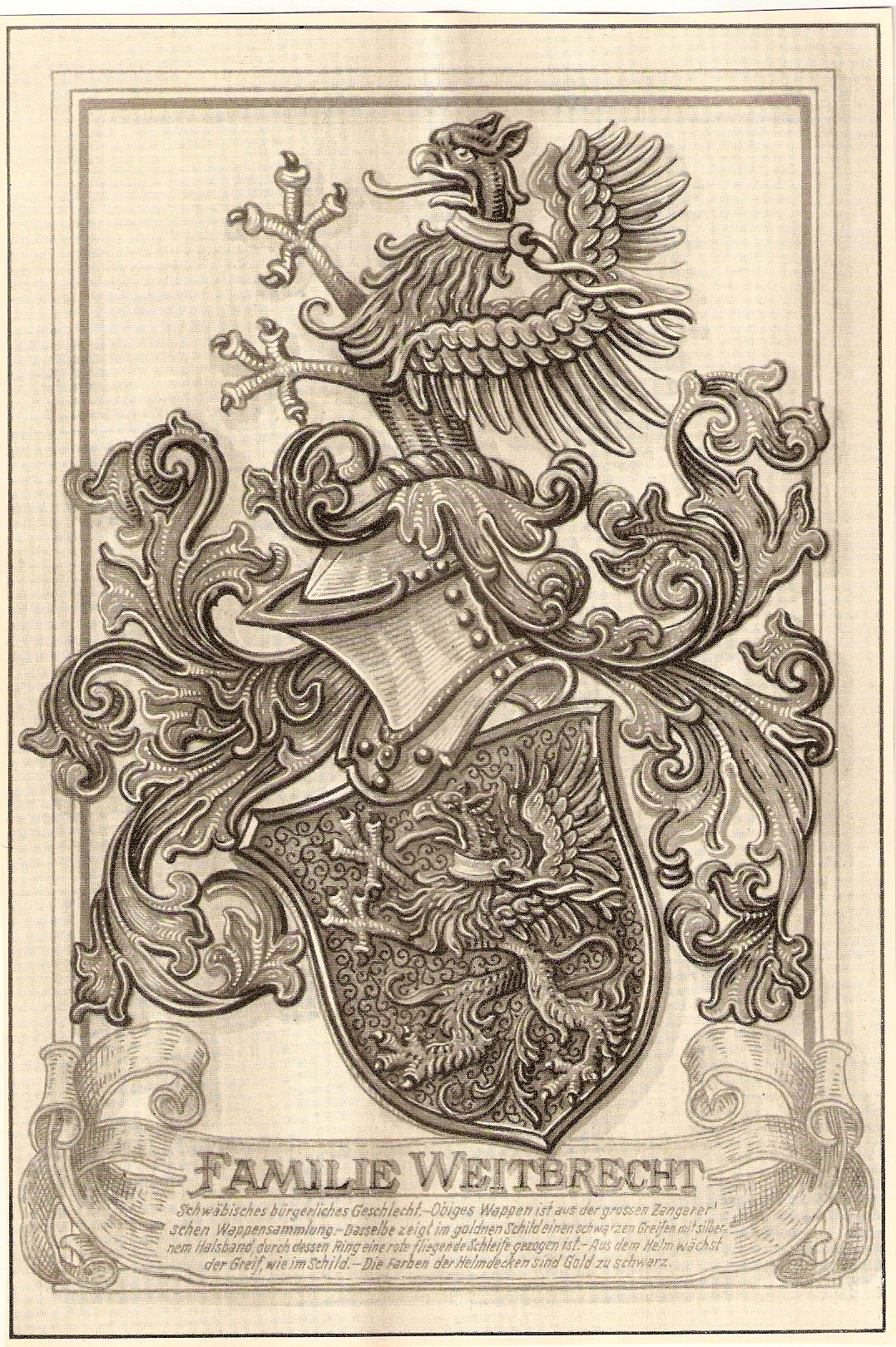
Wappen der Familie Weitbrecht

Weitbrecht (ältere Variationen: Wyperlin, Weyprecht, Wiprecht) ist der Name einer schwerpunktmäßig in Baden-Württemberg ansässigen evangelischen Familie, deren Mitglieder vor allem als Verleger, Künstler, Pfarrer, Lehrer und Missionare bekannt wurden. Sie lässt sich bis ins 15. Jahrhundert zurückverfolgen und hat sich in mehreren Zweigen bis zum heutigen Tag in großer Zahl erhalten.

## Entwicklung
Gemäß den Unterlagen des Genealogen Hans-Thorald Michaelis sind die Weitbrechts – damals noch Wyperlin, Weyprecht oder Wiprecht – seit circa 1410 über ihren wahrscheinlichen Stammvater Hans Wyperlin (* 1410), erwähnt. Den Unterlagen des Oberforstmeisters und Familienforschers Paul Weitbrecht (1891–1963) nach leiten sich die Weitbrechts aber möglicherweise bereits zuvor von einer Frau Luitgard de Wiprechtin (* ca. 1280 in Fellbach) ab. Darüber hinaus wird bei den in fernerer Vergangenheit liegenden Ahnen ein sächsisch-fränkischer Ursprung und kein alemannischer vermutet, da der bürgerliche Name Wiprecht vor allem als Verwalter des Meißener Sorbenlandes (Zeitraum zwischen 950 und 1124), in der Prignitz, im Havelland, in der Altmark bzw. im Raum Wolmirstedt auftaucht. In Württemberg taucht der Name Weitprecht bereits im 9. Jahrhundert im Rahmen von Schenkungen an örtliche Klöster auf. Ebenfalls existiert bei Eintürnen im Landkreis Ravensburg ein Ort namens Weitprechts mit einer ehemaligen und jetzt verschütteten Burg, die den Herren von Weitprecht gehört hatte und deren Erbauer um 1263 Eberhard von Weitprecht gewesen war.

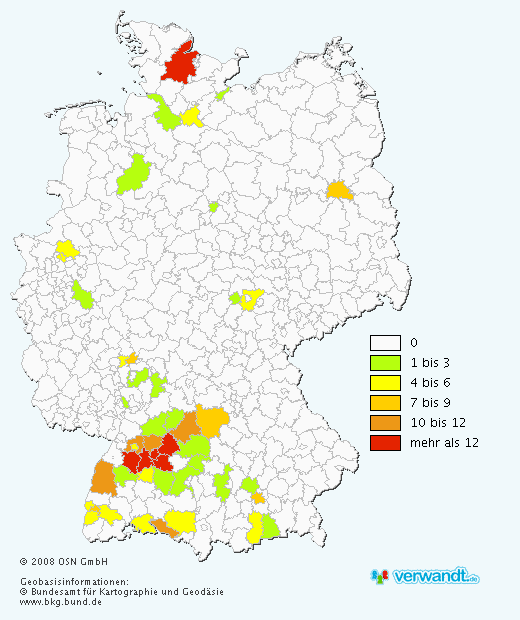
Weitbrecht-Namensverteilung

Heutzutage existieren in Baden-Württemberg drei Hauptlinien: die Schorndorfer, die fränkischen und die Nagolder Weitbrechts, wobei aber nicht abschließend bewiesen ist, ob diese alle von einem gemeinsamen Stammvater abstammen. Aus letztgenannter Hauptlinie hat sich eine ab dem 17. Jahrhundert im Raum Emmendingen nachweisbare Großfamilie gebildet zu haben, von der sich mit Johann Georg Weitbrecht, jun. (vor 1800–1869) als Stammvater ein Zweig in Dabie in der Woiwodschaft Łódź niedergelassen hat, deren Nachkommen nach dem Ersten Weltkrieg zum Teil nach Rio Grande do Sul in Brasilien ausgewandert waren.

### Schorndorfer Hauptlinie
Von besonderer Bedeutung ist die Schorndorfer Hauptlinie der Familie Weitbrecht, die ursprünglich eine kleinstädtische Familie war, deren Angehörige mehrheitlich bürgerlichen und handwerklichen Berufen nachgingen. Seit dem 18. Jahrhundert treten bei ihr eine hohe Anzahl an evangelischen Pfarrern auf, von denen einige im 19. Jahrhundert nach Amerika übergesiedelt waren und sich dort erfolgreich niederließen. Ferner finden sich in der Familie zahlreiche Missionare, die hauptsächlich in Indien und Südamerika gewirkt hatten, darunter der Ostindien-Missionar Johann Jakob Weitbrecht.
Weiterhin gehören zu der hier angesprochenen ursprünglich Schorndorfer Hauptlinie, die sich mittlerweile unter anderem nach Esslingen, Göppingen und Stuttgart ausgebreitet hatte, mehrere bedeutende baden-württembergische Schriftsteller, Bildende Künstler und Ärzte. Mit der Berufung des Anatomen Josias Weitbrecht nach St. Petersburg, dem etwa zu gleicher Zeit noch weitere Familienmitglieder folgten, entwickelte sich dort durch ihre Nachkommen ein kleiner, aber bedeutender Familienzweig, deren Angehörige im Raum Mitau in Lettland unter anderem als hohe Beamte und Offiziere tätig waren. Von diesen wurde der kaiserliche Forstrevisor Alexander Eduard Weitbrecht (* 1801), Urenkel des Anatomen und Sohn des Vizegouverneurs von Livland Johann Friedrich Weitbrecht (1772–1821), in den erblichen Adelsstand erhoben.
Ab etwa dem 18. Jahrhundert entwickelte sich in der württembergischen Hauptlinie der Familie durch den Einstieg in den Buchhandel und das Verlagswesen ein neuer Tätigkeitsschwerpunkt, der den Namen Weitbrecht national und international bekannt machte.
Nachweislich ebenfalls zur Schorndorfer Linie gehörend sind die Namensträger, die von dem Missionssekretär Theodor Friedrich Weitbrecht (1831–1887) abstammen und sich Mitte des 19. Jahrhunderts in Hamburg niedergelassen haben und dort ebenso wie im ostdeutschen Raum als Buchhändler, Verleger und Literaten tätig waren. Dazu zählen beispielsweise der Buchhändler Theodor Weitbrecht (1862–1939), sein Sohn Günther Theodor Weitbrecht (1898–1966), Verleger im Sibyllen-Verlag in Dresden und ab 1935 Fabrikant in Hamburg sowie dessen Schwester Oda Weitbrecht-Buchenau, Schriftstellerin und von 1924 bis 1929 Leiterin einer eigenen Presse in Potsdam sowie Pressedruckerin bei Kiepenheuer & Witsch und geschäftsführende Gesellschafterin der Buchhandlung Weitbrecht & Marissal. Schließlich trat auch der Sohn von Günther Theodor Weitbrecht, Andreas Theodor Weitbrecht (1929–2016), eine künstlerische Karriere als Lyriker, Bildhauer und Restaurator an.

## Verlagsunternehmungen
Bereits 1776 gründete Johann Jakob Weitbrecht, Neffe des dort tätigen Josias Weitbrecht, zusammen mit seinem Partner Johann Karl Schnoor (1738–1812) in St. Petersburg das Druck- und Verlagshaus Weitbrecht & Schnoor sowie 1778 eine Filiale in Moskau, welche beide bis 1781 bestanden. Anschließend wurde er als Hofbuchhändler per Erlass beauftragt, die kaiserliche Typographie für die Bedürfnisse des Kabinetts und des Außenkollegiums aufzubauen.
Den eigentlichen Bekanntheitsgrad als erfolgreiche Unternehmer im Verlagswesen erwarb sich die Familie schließlich seit Anfang des 19. Jahrhunderts. Über mehrere Generationen hinweg übernahmen bis zum heutigen Tage mehrere Familienangehörige in verantwortlicher Position die Leitungen der Druck- und Verlagsfirma J. F. Steinkopf aus Stuttgart sowie des Thienemann Verlags und gründeten mit der Edition Weitbrecht, später umbenannt in Weitbrecht Verlag, ein eigenes Unternehmen.
Darüber hinaus entstanden durch die eheliche Verbindung von Otto Carl Weitbrecht (1880–1936) mit Frieda Mohn (1883–1965) und die Ehe seines Bruders Richard Conrad Weitbrecht (1883–1914) mit Sophie Mohn (1887–1972), beides Töchter und Teilerbinnen des Verlegers Johannes Mohn, Querverbindungen der Familie Weitbrecht zum Bertelsmann-Verlag.

### Steinkopf-Verlag
Der Einstieg der Familie in den Steinkopf-Verlag begann mit der Heirat von Conrad Christian Weitbrecht (1847–1893), Sohn eines Buchhändlers in Calw, mit der Firmenerbin Marie, geborene Steinkopf (1852–1909), Tochter des Verlegers Friedrich August Steinkopf (1824–1903). Durch diese Verbindung übernahm die Weitbrecht-Familie eine Teilhaberschaft bei der Druck- und Verlagsfirma J. F. Steinkopf, die dann auf Conrad Christians Söhne Friedrich Weitbrecht (1874–1925) und dem bereits erwähnten Otto Carl Weitbrecht vererbt wurde. Mehr als vier Generationen lang behielten nun die Nachfahren dieser Brüder die Leitung des nur noch im Namen an den Firmengründer erinnernden Verlags inne, dessen Sparten Buchhandel, Druckerei und des von Frieder Weitbrecht geleiteten Antiquariats heutzutage als eigenständige GmbHs weiterhin bestehen.

### Thienemann-Verlag
Zwischenzeitlich übernahm im Jahre 1911 der Steinkopf-Verlag auf Veranlassung der Weitbrecht-Brüder den alt eingesessenen Thienemann Verlag, welcher mit seinem umfangreichen Kinder- und Jugendbuchsortiment und besonders durch die Schriftsteller Otfried Preußler, Michael Ende und Max Kruse bekannt ist. Nur fünf Jahre später gliederte Otto Carl Weitbrecht den Thienemann Verlag aus dem Steinkopf-Verlag aus und übernahm dessen alleinige Leitung, nachdem er seine Teilhaberschaft am Steinkopf Verlag abgegeben hatte. Nach Otto Carls Tod wurde der Verlag zunächst von seiner Tochter Lieselotte (Lotte) Weitbrecht (1907–1990) und ab 1951 von ihrem Bruder Richard Weitbrecht (1915–1995) geführt. Im Jahr 1975 stieg schließlich auch der Sohn von Richard Weitbrecht, der Politikwissenschaftler und Germanist Hansjörg Weitbrecht in die Geschäftsleitung des Thienemann-Verlags ein, der schließlich im Jahr 2001 von dem schwedischen Medienkonzern Bonnier aus Stockholm übernommen wurde.

### Edition Weitbrecht/Weitbrecht-Verlag
Zwischenzeitlich gründete Hansjörg Weitbrecht im Jahre 1981 in Stuttgart als Tochterunternehmen des Thienemann-Verlags die Edition Weitbrecht, die vorwiegend den Bereich der Belletristik und des Sachbuchprogramms abdeckte und wenig später in Weitbrecht-Verlag umbenannt wurde sowie kleinere Filialen in Wien und Bern. Einige der erfolgreichsten von Weitbrecht verlegten Bücher waren Hans Bemmanns phantastischer Roman „Stein und Flöte“, der in zahlreichen Übersetzungen erschien, Das Druidentor von Wolfgang Hohlbein sowie die Buchreihe Die Bibliothek von Babel von Jorge Luis Borges. Weiterhin konnte Hansjörg Weitbrecht unter anderen auch Michael Ende, dessen Verlagslektor er auch weiterhin war, überzeugen, einen Großteil seiner Erfolgsromane in der Edition Weitbrecht zu verlegen sowie die Fantasy-Autorin Monika Felten als Autorin gewinnen.
Schließlich wurde, nachdem der Thienemann Verlag im Jahr 2001 an die Bonnier-Gruppe gegangen war, ein Jahr später der Weitbrecht-Verlag als Imprint Piper Fantasy dem Piper-Verlag in München angegliedert. Anschließend erwarben im Jahr 2003 Hansjörg Weitbrecht zusammen mit dem ehemaligen Chef des Thienemann-Verlages, Gunter Ehni, noch die Rechte an der Edition Erdmann mit Sitz in Lenningen, einem ebenfalls 1981 gegründeten Tochterunternehmen des Thienemann Verlags mit Schwerpunkt auf Abenteuer- und Reiseliteratur. Zusammen mit der Lektorin Gudrun Kolb-Rothermel bauten sie erneut ein eigenständiges Unternehmen auf, welches 2008 von dem Marixverlag Wiesbaden übernommen wurde.

## Bekannte Familienangehörige (Auswahl)
- Carl Weitbrecht (1847–1904), Literaturhistoriker und Schriftsteller
- Conrad Weitbrecht (1796–1836), Kunstprofessor und Bildhauer des Spätklassizismus, Namensgeber der Weitbrecht-Schule in Wasseralfingen
- Gottlieb Friedrich von Weitbrecht (1840–1911), Lutherischer Theologe und Generalsuperintendent in Ulm
- Hans Jörg Weitbrecht (1909–1975), deutscher Psychiater und Neurologe
- Hansjörg Weitbrecht (Soziologe) (1938–2019), deutscher Soziologe
- Hansjörg Weitbrecht (Verleger) (* 1943), deutscher Verleger
- Herbert Udny Weitbrecht (1851–1937), Missionar und Islamwissenschaftler
- Johann Jakob Weitbrecht (Typograf) (1744–1803), deutscher Typograf und Verleger
- Johann Jakob Weitbrecht (Missionar) (1802–1852), deutscher Missionar
- Josias Weitbrecht (1702–1747), Anatom in Sankt Petersburg
- Julia Weitbrecht (* 1976), Germanistin und Literaturwissenschaftlerin
- Jutta Dahl, geb. Weitbrecht (* 1943), Friedensaktivistin und ausgezeichnet mit dem Aachener Friedenspreis
- Lotte Weitbrecht (1907–1990). Verlegerin
- Marie Weitbrecht, geb. Sattler (1863–1945), Schriftstellerin
- Oda Buchenau, geb. Weitbrecht (1900–1988), deutsche Schriftstellerin und Pressendruckerin
- Richard Weitbrecht (1851–1911), Schriftsteller
- Wolf Weitbrecht (1920–1987), Arzt und Autor von Science-Fiction-Romanen